# Ефремово (Рамешковский район)
Ефремово — деревня в Рамешковском муниципальном округе Тверской области России. До 2021 года входила в состав ныне упразднённого сельского поселения Киверичи.

## География
Деревня находится в восточной части Тверской области, в зоне хвойно-широколиственных лесов, на расстоянии примерно 29 километров (по прямой) к востоко-северо-востоку от посёлка городского типа Рамешки, административного центра округа. Абсолютная высота — 170 метров над уровнем моря.

### Климат
Климат характеризуется как умеренно континентальный, с холодной продолжительной зимой и умеренно тёплым коротким летом. Среднегодовая температура воздуха — 3,8 °C. Средняя температура воздуха самого холодного месяца (января) — −10,5 °C (абсолютный минимум — −50 °C); самого тёплого месяца (июля) — 17,3 °C (абсолютный максимум — 36 °C). Годовое количество атмосферных осадков составляет 575—600 мм, из которых большая часть выпадает в тёплый период. Снежный покров держится в среднем 147 дней. Преобладают ветры южного, юго-западного и западного направлений.

### Часовой пояс
Деревня Ефремово, как и вся Тверская область, находится в часовой зоне МСК (московское время). Смещение применяемого времени относительно UTC составляет +3:00.

## Население
| 1989 | 2002 | 2008 | 2010 |
| ---- | ---- | ---- | ---- |
| 6    | ↘0   | →0   | ↗1   |